# Araucnephia iberaensis
Araucnephia iberaensis är en tvåvingeart som beskrevs av Coscaron och Coscaron-arias 2002. Araucnephia iberaensis ingår i släktet Araucnephia och familjen knott. Inga underarter finns listade i Catalogue of Life.